# Ивет Горанова (художник)
 Тази статия е за художничката.  За каратистката вижте Ивет Горанова.  
Ивет Горанова е българска художничка, която работи и твори в областта на живописното изкуство. За нейните платна се твърди, че са ярки и запомнящи се, вдъхновени от даровете на природата, екзотични животни, красотата на голото човешко тяло и багрите на различните сезони.

## Биография
Родена е в гр. София, където тя израства и живее. Забелязали таланта ѝ, родителите ѝ я насочват към изобразителното изкуство, още в най-ранна възраст. Учи в Националната художествена гимназия „Илия Петров“, а по-късно завършва „Живопис и стенопис“ в Нов български университет.
Младата художничка е дарила голяма част от своите творби в полза на деца спортисти в неравностойно положение и с този жест е предизвикала вниманието на спортната общност. Картини на художничката са собственост на редица колекционери и галерии.
Ивет Горанова е имала над 10 самостоятелни и групови изложби в България и чужбина.